# Wayuu

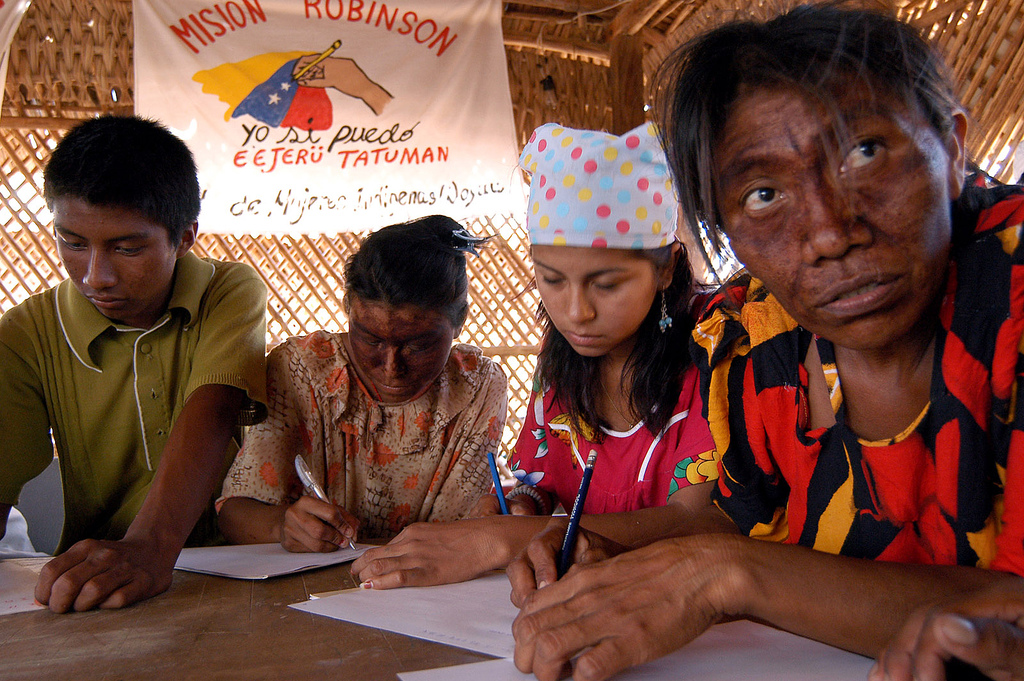
Mitglieder der Wayuu lernen Lesen und Schreiben (Casusai, Parroquia Alta Guajira, Municipio Paez, Estado Zulia, Guajira-Halbinsel, 2004)

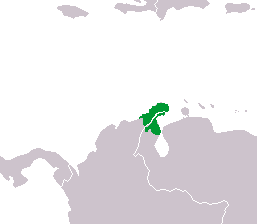
Siedlungsgebiet der Wayuu auf der Guajira-Halbinsel

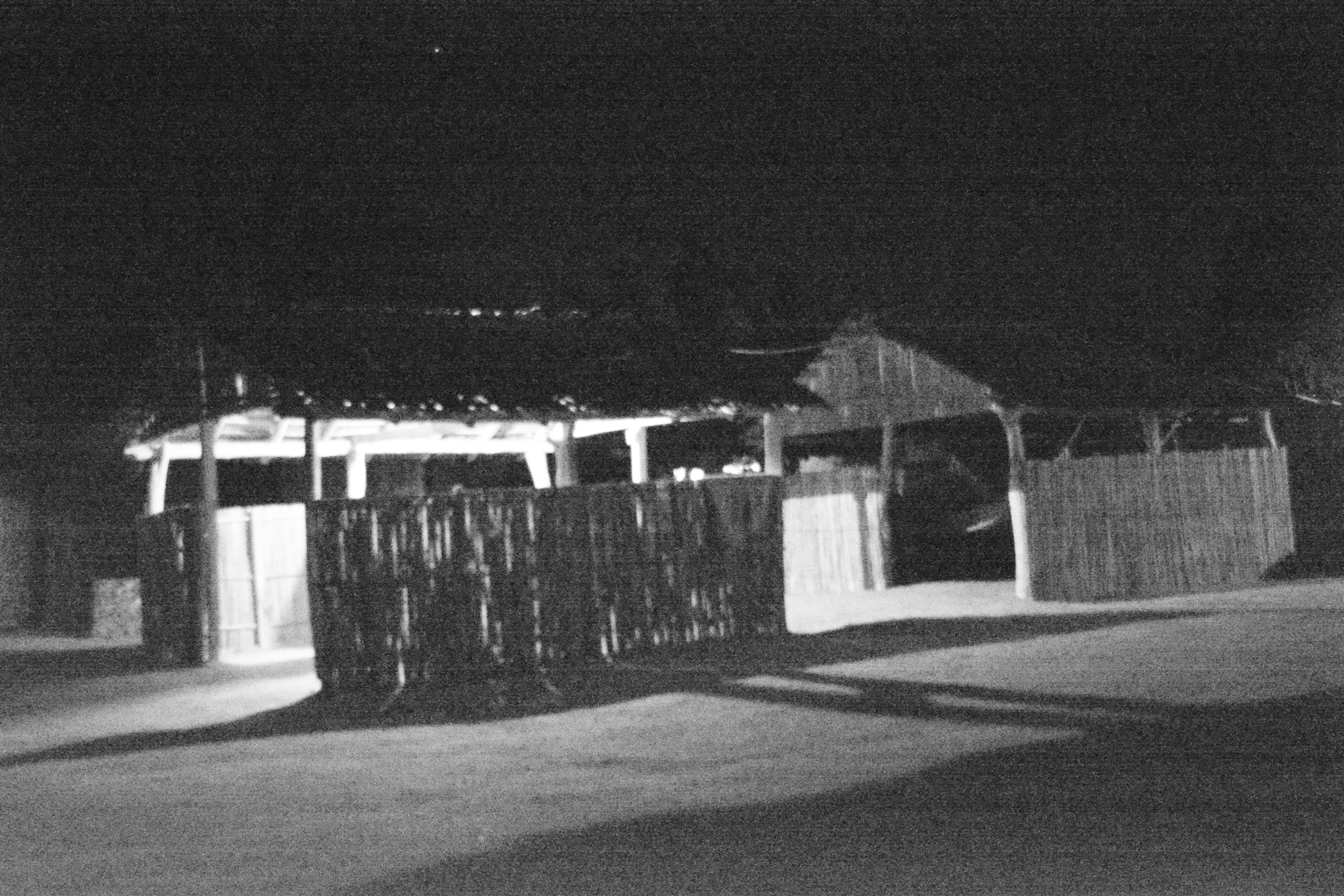
Hüttensiedlung der Wayuu (2015)

Die Wayuu (spanisch Wayú) oder Guajiro sind ein zu den Arawak zählendes indigenes Volk in Südamerika auf der Guajira-Halbinsel, die zu Kolumbien und Venezuela gehört.
Die Wayuu-Sprache (auch: Goajiro, Goaxiro oder Wayuunaiki) gehört zu den Arawak-Sprachen und wird in Venezuela und Kolumbien von knapp 700.000 Menschen gesprochen. Sie ist in verschiedene Dialekte unterteilt, je nach Wohngebiet. Alle Altersstufen sprechen Wayuu, doch unter den Jüngeren sprechen viele auch Spanisch.

## Siedlungsgebiete
In Venezuela und Kolumbien, hauptsächlich auf ihrem historisch angestammten Siedlungsgebiet der Halbinsel La Guajira, leben etwa 686.000 Angehörige der Wayuu, davon laut Volkszählung 2015 etwa 416.000 in Venezuela. Dort stellen sie mit 57 % den größten Anteil der indigenen Bevölkerung des Landes. In Kolumbien leben rund 270.000 Wayuu mit etwa 20 % Anteil an der indigenen Bevölkerung des Landes. Neben dem traditionellen Hauptsiedlungsgebiet der gesamten Halbinsel La Guajira bewohnen sie auch Gebiete an der Sierra Nevada de Santa Marta und der Sierra de Perijá. Das Cabo de la Vela, genannt Jepira, ist eine heilige Stätte, die mit der letzten Reise der Geister in Verbindung steht.
Auf Grund des ariden Klimas der Guajira-Halbinsel trug die Landwirtschaft bei den Wayuu – anders als etwa bei den sprachlich nahe verwandten Taíno – nie zum Hauptteil der Ernährung bei, vielmehr waren der Fischfang und die Jagd wichtig. Heutzutage sind die Wayuu hauptsächlich Viehzüchter und dadurch wirtschaftlich in den kolumbianischen oder venezolanischen Markt integriert. Viele Wayuu arbeiten aber auch in der Ölindustrie, beispielsweise in Maracaibo. Die Wayuu leben auch heute noch in matrilinearen Großfamilien.

## Geschichte
Die Wayuu lebten zunächst im Bereich der heutigen Guayanas, von wo sie vertrieben wurden. Auf der Halbinsel La Guajira angekommen, stellten sie ihre bisherige Wirtschaftsweise um: Klimatisch bedingt wurde der alleinige Ackerbau durch Jagen, Sammeln und Fischen ergänzt. Eine weitere kulturelle Umstellung erfolgte durch die europäische Eroberung im 16. Jahrhundert: Der Italiener Amerigo Vespucci betrat 1500 als erster Europäer die Ostseite der Guajira-Halbinsel. Ein paar Jahre später entdeckten spanische Seefahrer an der Westseite der Halbinsel, am Cabo de La Vela, Perlenbänke. Zu deren wirtschaftlicher Erschließung wurden Sklaven aus der Karibik eingeschifft, aber auch Wayuu wurden als Perlentaucher versklavt. Neben der Arbeit als Perlenfischer, sowohl versklavt als auch frei, wurde die Wirtschaftsweise der Wayuu durch die Übernahme der Viehhaltung der Spanier ein weiteres Mal verändert. Kühe, Ziegen und Pferde wurden gezüchtet sowie Handel mit den spanischen Eroberern, aber auch mit anderen Seefahrernationen getrieben. Holländer, Franzosen und Engländer, mit den Spaniern verfeindet, lieferten Werkzeuge, Waffen und Sklaven – für Wörrle ein Grund, weshalb die Spanier das Gebiet nie ganz erobern konnten. Weiteren Einfluss versuchten die katholischen Missionen auszuüben, die ab dem 17. Jahrhundert unter anderem in Nazaret, Manaure und Maicao gegründet wurden. Große Resonanz fanden sie allerdings nicht: Es wurde festgestellt, dass meist nur Ruinen der Stationen übrig blieben und der Erfolg der größten Missionsschule in Nazaret auf der Errichtung eines Gemüsebetriebs beruhte.

## Aktuelle Bedrohungen
Im Januar 2009 äußerte das Flüchtlingskommissariat der Vereinten Nationen (UNHCR) seine Besorgnis über die zunehmende Gewalt gegen die Wayuu und andere indigene Gemeinden in La Guajira im Nordosten Kolumbiens und forderte Kolumbien auf, die notwendigen Maßnahmen zu ergreifen, um die indigene Bevölkerung vor Gewalt und gewaltsamer Vertreibung zu schützen. Im Zusammenhang mit der zunehmenden Reorganisation von illegalen bewaffneten Gruppen, die die Kontrolle über das Gebiet erstreben, das reich an Salz und wichtig für den Drogenhandel nach Venezuela und die Karibik ist, sind die Wayuu einer zunehmenden Zahl von gezielten Morden, Todesdrohungen, Einschüchterungen, Erpressung und gewaltsamer Vertreibung ausgesetzt. Nach offiziellen Angaben wurden durch die in dem Gebiet herrschende Gewalt mehr als 50.000 Menschen vertrieben. Im Reservat von Provincial bei Barrancas, leisten Wayuu dem größten Kohlekonzern Kolumbiens, Cerrejón, Widerstand. Der Tagebau hat sich bis nahe an ihre Siedlung herangefressen und ist vermutlich Grund für etliche umweltbedingte Krankheiten in der Gemeinschaft.

## Siedlungsweise und soziale Organisation
Die Wayuu leben verstreut über die Halbinsel in kleinen Ansiedlungen mit bis zu 250 Personen. In einer Siedlung finden sich fünf bis sechs Häuser, die zusammen ein Großhaus bilden. Die einzelnen Siedlungen sind meist weit voneinander entfernt, um gegenseitige Konkurrenz um Anbau- und Weideflächen zu vermeiden. Hauswände und Dächer wurden früher aus Kaktusfasern oder Lehm gebaut, während heute zunehmend Materialien wie Zement und Zink verwendet werden.
Die Wayuu sind nach der Linie der Mutter organisiert (matrilinear); alle mutterseitigen Verwandten werden als Angehörige einer Großfamilie (Lineage) angesehen. Alle Lineages einer gemeinsamen weiblichen Linie gehören einem Clan an, nur von der Mutter wird der Name als Zeichen der Clanzugehörigkeit an ihre Kinder weitergegeben. Jeder Clan wird mit einem Ahnentier mythologischen Ursprungs assoziiert (siehe Totemistische Clans). Heute bestehen rund 30 Clans, die über die gesamte Halbinsel verteilt leben; in den Siedlungen wohnen jeweils Angehörige verschiedener Clans. Geheiratet wird nur zwischen den verschiedenen Clans (exogam), nicht innerhalb des eigenen. In den Ehen herrscht Polygynie vor: Ein Mann kann mehrere Frauen heiraten, was als Zeichen des Wohlstands betrachtet wird.
Eine große Bedeutung fällt dem Bruder der Mutter zu, der zu Lebzeiten und nach seinem Tod den ältesten Sohn seiner Schwester (seinen Neffen) finanziell unterstützt, zum Beispiel bei der Bezahlung des Brautpreises. Andersherum wird der Mutterbruder von der ältesten Tochter der Schwester (seine Nichte) finanziell unterstützt, indem er das Brautgeld für sie empfängt, wenn sie heiratet. Der Bruder der Mutter gilt als Onkel mitverantwortlich für die Erziehung seiner Nichten und Neffen, muss aber auch für deren Vergehen einstehen (vergleiche Rollen der Männer bei den nordindischen Khasi).

## Rechtssystem
Die gesellschaftlichen Normen enthalten Grundsätze, Verfahren und Riten zur Regelung des spirituellen und sozialen Miteinander. Wiedergutmachung und Entschädigung sind die Leitwerte bei Konflikten, auch bei schwersten Verbrechen. Eine lokale Autorität, Pütchipü’üi oder Palabrero (Redner) genannt, wird von beiden Streitparteien gemeinsam angerufen. Wenn möglich, schlägt er eine friedliche Lösung vor, und zwischen ihm und den Parteien wird eine Entschädigung ausgehandelt. Diese ist symbolischer Natur, häufig eine Halskette mit wertvollen Steinen, oder eine Anzahl von Ziegen, Schafen oder Rindern. So wird eine Versöhnung erreicht und der soziale Frieden erhalten. Dieses normative System wurde 2010 in die UNESCO-Liste des immateriellen Kulturerbes der Menschheit aufgenommen.

## Wirtschaft und Handwerk
Auf den Ackerflächen nahe der Siedlung werden in der Regenzeit Maniok, Wassermelonen, Mais und verschiedene Bohnenarten kultiviert, außerdem werden Früchte gesammelt. Das Wirtschaften mit Fruchtfolge und Brache ist unbekannt, stattdessen werden bestimmte Pflanzen verbrannt, deren Asche die Bodenfruchtbarkeit steigert.
Die Hauptwirtschaftsweise besteht aus der Haltung und Zucht von Pferden, Ziegen, Maultieren, Kühen, Schweinen, Schafen und Hühnern. Fleisch wird meist nur zu besonderen Anlässen verzehrt, eher wird das Vieh verkauft oder als Transportmittel genutzt. Die Menge des Viehs gibt Auskunft über den sozialen Status; mit dem Vieh wird die Braut bezahlt oder bei einem Streit Entschädigungen geleistet. Um Vieh zu verkaufen, werden Märkte in Uribia, Riohacha, Maicao und Paraguaipoa besucht; auch werden dort handwerklich hergestellte Produkte wie Hängematten oder gewebte Taschen angeboten. Mit dem verdienten Geld werden Güter wie Zucker, Kaffee, Waffen, Werkzeuge etc. gekauft. Zwar wird an den Küsten noch gefischt und teilweise verschiedene Wild- und Vogelarten sowie Hasen gejagt, doch spielen diese beiden Wirtschaftszweige eine untergeordnete Rolle.
Eine weitere Einkommensmöglichkeit, vor allem während der Trockenzeit, ist der Salzabbau und -handel, der bereits vor Ankunft der Spanier begann. Seit Ende der 1960er Jahre wurde der Abbau dem Institut zur Industrieentwicklung (IFI) übertragen, das mechanische Abbaumethoden anwendet und somit den handarbeitlichen Abbau der Wayuu stark einschränkt. Andere Einkommensmöglichkeiten finden sich vor allem in der Nähe von oder in Städten, wobei Männer oft bei Baufirmen oder als Lastkraftwagenfahrer arbeiten, während Frauen als Haushaltshilfen eingestellt werden, meist jedoch keine Anstellung als Fachkraft erhalten.

## Kunsthandwerk

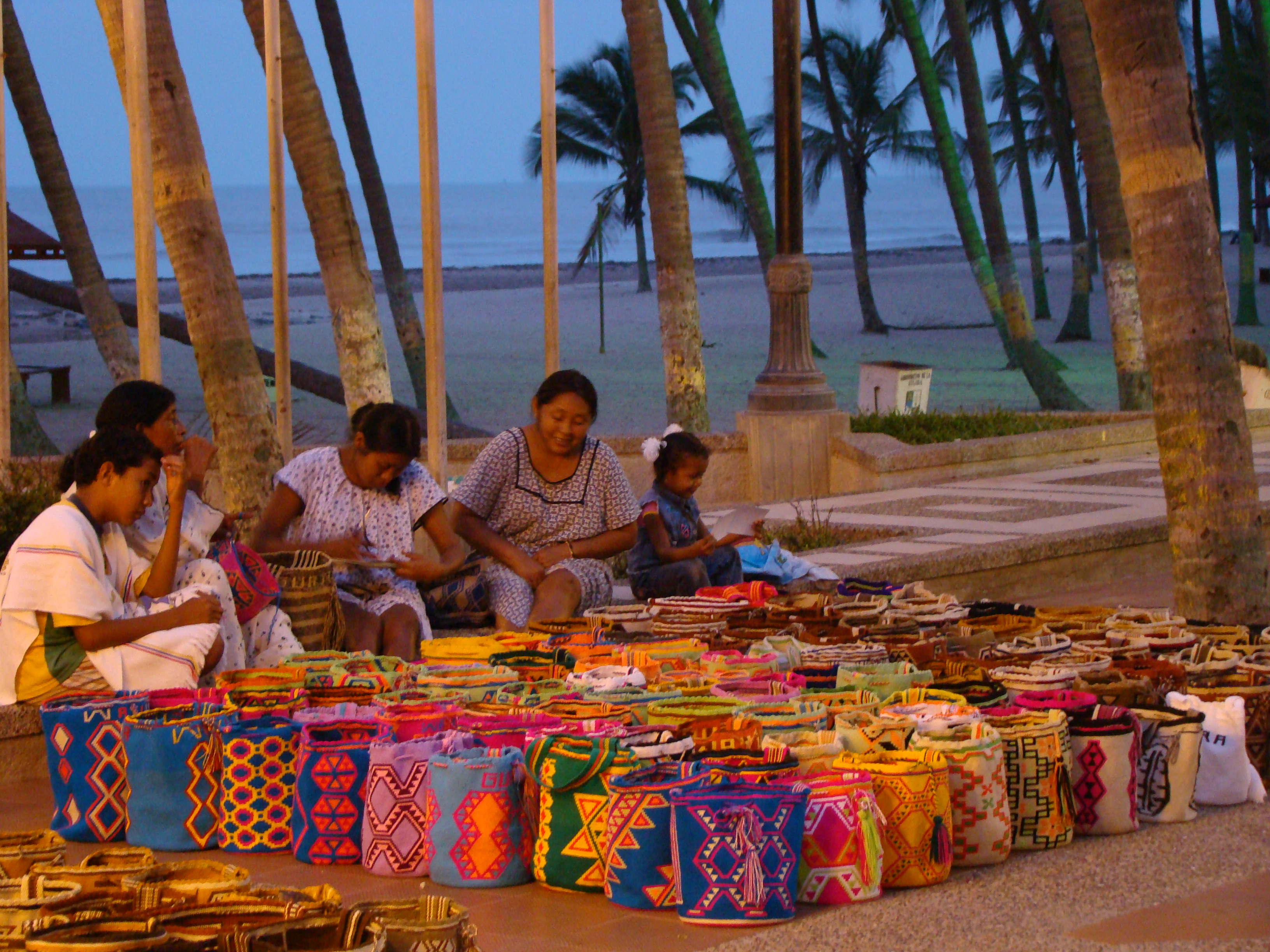
Wayuu-Frauen arbeiten an mochilas, Wayuu-Taschen (Camellón de Riohacha, 2009)

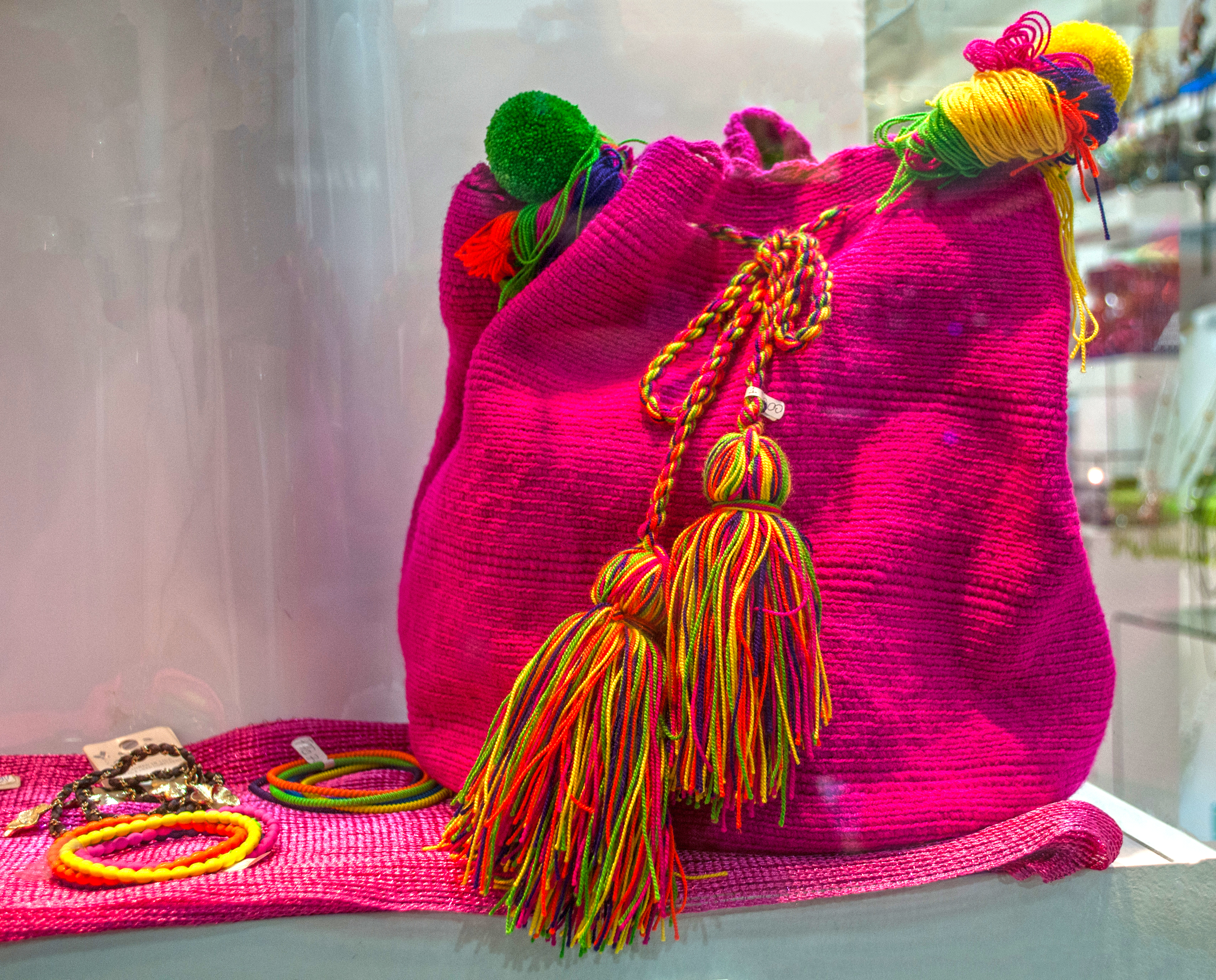
Eine Wayuu-Tasche (mochila)

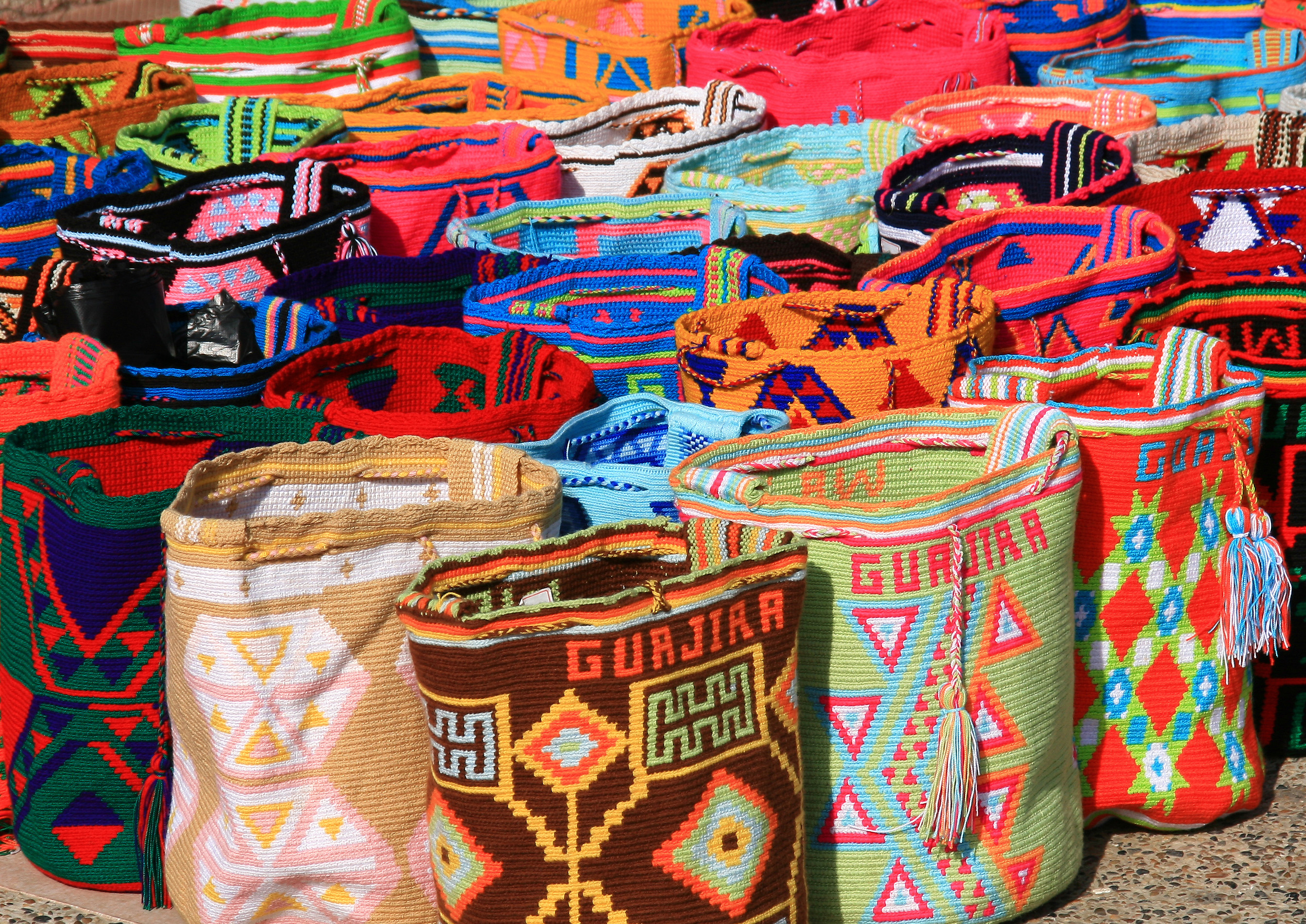
Ausstellung von Wayuu-Taschen

Das Kunsthandwerk hat einen hohen Stellenwert in der Wayuu-Kultur. Letztere kommt in Mythen, Übergangsriten und Bräuchen zum Ausdruck. Eine Wayuu-Tasche wird mit drei Techniken kreiert: Weben, Knüpfen und Crochet-Häkeln, wobei das Häkeln relativ innovativ ist. In der Kultur der Wayuu häkeln die Frauen die Taschen als Sozialisierungsinstrument, um sich weibliche Tugenden wie Perfektionismus und Geduld einzuprägen. Seit die Taschen Absatz gefunden haben, lassen Zwischenhändler sie mit doppeltem Faden produzieren, was einen Qualitätsverfall des Produkts zur Folge hat: die Erstellungsdauer verringert sich von 3 Wochen auf 3 Tage, die Muster werden ungenau und die Maschen locker. Bei Taschen aus zwei Fäden braucht es nur 1,5 Stiche, um einen Zentimeter zu häkeln. Somit benötigen jene Taschen, die mit zwei Maschen gefertigt werden, nur ein Drittel soviel Aufwand.

## Stationen des Lebenszyklus
Die Geburt eines Kindes findet im eigenen Haus statt und wird von der Mutter der Frau oder einem anderen nahen Verwandten begleitet. In den ersten Lebensjahren werden Kinder von der Mutter aufgezogen, anschließend verbringen Jungen eine Zeit beim Onkel mütterlicherseits, während Mädchen von einer weiblichen Verwandten aufgezogen werden. Im Alter von sechs Jahren lernen die Kinder erste kleine Aufgaben in Haushalt oder bei der Acker- und Vieharbeit zu erledigen.
Beim Übergang von Pubertät zu Erwachsenenalter durchleben Mädchen einen speziellen Übergangsritus; bei Jungen findet hingegen kein Fest o. ä. statt. Mädchen werden zu Beginn der ersten Menstruation vom Rest der Familie abgesondert und müssen mehrere Monate (geringer sozialer Status) bis sogar Jahre (hoher sozialer Status) in einem abgetrennten Teil des Hauses verbringen. Während dieser Zeit werden sie, von weiblichen Verwandten, in Aufgaben wie Spinnen und Weben unterrichtet, außerdem werden Verhütungsmethoden und erotische Techniken besprochen. Zu Beginn dieser Zeit werden die Haare des Mädchens geschnitten, und nur Familienmitglieder sowie potenzielle Ehemänner dürfen das Mädchen sehen. Nach Ende der Übergangszeit gilt das Mädchen als Frau im heiratsfähigen Alter; eine Feier wird abgehalten, bei der sie ihre „Erwachsenenkleidung“ anziehen darf. Heiratswillige schicken nun ihren Vater oder Onkel zur Familie der Braut, die den Brautpreis, meist in Vieh bezahlt, festsetzt. Vernachlässigt eine Frau ihre häuslichen Pflichten, kann sich der Mann von ihr scheiden lassen, wobei der Brautpreis an ihn zurückbezahlt wird. Stirbt der Mann, so gehen alle Frauen an seinen Bruder über; eine Frau kann sich auch freikaufen, indem sie dem Bruder ihren Brautpreis zahlt – aktuelleren Quellen lassen sich kaum Aussagen bezüglich Heirat und Entrichtung des Brautpreises entnehmen.

## Kosmologie und Geisterbeschwörer
Bei den Wayuu fungiert der Medizinmann beziehungsweise Geisterbeschwörer hauptsächlich als Heiler. Er ist bevorteilt mit Kontakt zum Hilfsgeist Wanülü, der Informationen zu Krankheiten und deren Heilung vermittelt. Wanülü hat im Alltag jedoch andere Eigenschaften, wie unten erkenntlich wird. Zwar sind Medizinleute beiderlei Geschlechts, doch gibt es mehr weibliche Heiler. Um Geisterbeschwörer zu werden, wird der Initiand von einem anderen Geisterbeschwörer unterrichtet und muss ihn dafür mit Vieh bezahlen. Ist die Lehrzeit abgeschlossen, findet die Initiation in einer öffentlichen Feier statt, bei der der Hilfsgeist in den Körper des Novizen fährt. Geisterbeschwörer haben zwar einen besseren Zugang zur Geisterwelt als Nicht-Geisterbeschwörer, doch beeinflussen sie den Alltag spirituell kaum.
Innerhalb der Kosmologie finden sich verschiedene Gottheiten: Maleiwa wird als Hauptgott angesehen, da er die Wayuu schuf. Er ist für das Senden von Regen zuständig, was unter den vorherrschenden klimatischen Bedingungen demnach eine sehr wichtige Aufgabe darstellt. Mansen stellt jedoch fest, dass er im Alltag eine eher zu vernachlässigende Rolle spielt, da sein Name nur selten genannt wird. Öfter hingegen findet sich das Ehepaar Pulowi, die Frau, und Juya, der Mann. Phänomene des Alltags werden in das Gegensatzpaar weiblich-männlich aufgeteilt, um sie zu erklären. Regen ist das Produkt der Vereinigung beider, regnet es eine Weile nicht, besucht Juya seine Frauen, die über die ganze Halbinsel verteilt leben. Juya steht allerdings nicht nur für die mythische, männliche Gestalt, sondern auch für das genannte Phänomen des Regens und weiter gefasst für die beiden Regenzeiten. Ebenso hat Pulowi mehrere Bedeutungen, die je nach Kontext unterschieden werden müssen: So können Pulowi neben dem übernatürlichen Wesen auch Orte sein, an denen Unglücke passieren. Pulowi und Juya formen Gegensätze wie Licht-Dunkel, oben-unten, Wildpflanzen-Ackerpflanzen oder starr-beweglich.
Wanülü und Yoluja sind weitere übernatürliche Wesen, die eng mit der Seele (A’in) eines Menschen in Verbindung stehen. Wanülü ist verantwortlich für Erkrankungen und Verletzungen, die dann von einem Geisterbeschwörer behandelt werden müssen. Oft wird er als Wesen gesehen, das Jagd auf Menschen macht und sie dabei verletzt. In einem solchen Fall wurde A’in, auch als das physische Herz gesehen, vom Rest des Körpers getrennt. Der Tod ist als die dauerhafte Trennung beider zu verstehen. Bei den Wayuu existiert die Vorstellung, dass mit dem Tod der Lebenszyklus noch nicht abgeschlossen ist, stattdessen findet eine Reise ins Land der Seelen der Toten (Jepira) statt. Die Seelen der Toten können mit den Lebenden kommunizieren, sie erscheinen dann in Gestalt (Yoluja) oder in Träumen. Eine Begegnung mit einem Yoluja wird als schlecht betrachtet, da sie als Verbindung zu Jepira gilt. Der mythische Ort Jepira findet realen Ortsbezug am Cabo de la Vela, genauer einer einzelnen Bergspitze, die aus der Ebene herausragt.
Stirbt ein Wayuu, verlässt die Seele seinen Körper und reist nach Jepira; der Leichnam wird beerdigt. Der Tote wird nach Erreichen Jepiras ein Yoluja, ein kürzlich Verstorbener, mit dem noch Kontakt aufgenommen werden kann. Nach ein paar Jahren wird der Leichnam exhumiert und die Knochen auf dem Friedhof der lokal-matrilinearen Verwandtschaft beigesetzt. Dies beruht auf der Vorstellung, dass sich diese Verwandten im Jenseits wiedertreffen werden. Nachdem das zweite Begräbnis stattgefunden hat, verwandelt sich der Yoluja in einen anonymen Wanülü, zu dem der Kontakt nicht mehr aufrechterhalten werden kann. Perrin hält fest, dass dies wahrscheinlich geschieht „um die Hoffnung zu nähren, dass die lokal-matrilinearen Ahnen ewiglich erhalten bleiben werden“.

## Filme
Dokumentarfilme:
- 2015: Jens Schanze: La Buena Vida – Das gute Leben (94 Minuten, Spanisch/ Deutsch mit Untertiteln); über den Widerstand gegen die Umsiedlung der Wayúu-Indianer aus Tamaquito, um dem Kohletagebau Platz zu machen.[43]
- 2013: Priscilla Padilla: La Eterna Noche de las Doce Lunas. Kolumbien 2013 (87 Minuten, spanische Originalfassung mit Untertitel, preisgekrönt; Mädchen wohnt nach dem Einsetzen ihrer Menstruation ein Jahr abgeschieden in einer Hütte, nur Frauen dürfen sie besuchen).
- 2005: Guillermo Ojeda Jayariyu, Leiqui Uriana Henriquez: El sistema normativo de los wayuus, aplicado por el pütchipü'üi („palabrero“) auf YouTube. Kolumbien 2005 (10 Minuten, spanisch; El pütchipü'üi: „der Streitschlichter“).

Spielfilme:
- 2018: Cristina Gallego, Ciro Guerra: Birds of Passage – Das grüne Gold der Wayuu. Kolumbien 2018 (Pájaros de verano. Original mit Untertitel; deutscher Trailer auf YouTube).[44]